# La Vierge et l'Enfant avec deux anges
La Vierge et l'Enfant avec deux anges – ou La Vierge à la grenade – est un tableau réalisé par le peintre italien Filippino Lippi vers 1472 ou 1475. De format vertical, cette peinture à l'huile exécutée sur un panneau de peuplier est une Madone qui représente Marie échangeant un regard avec l'Enfant Jésus, lequel tient une grenade, assis sur sa cuisse gauche. Elle-même installée devant une balustrade, elle figure devant deux anges porteurs de lys et dont on aperçoit les têtes au niveau de son épaule droite, devant le coin d'un édifice. Legs de Charlotte de Rothschild en 1899, l'œuvre est conservée au musée du Louvre, à Paris, en France.